# Anton Lindforss
Anton Lindforss, född 8 december 1890 i Tammerfors, död 3 september 1943 i Helsingfors, var en finländsk målare, medlem av Novembergruppen. Han var gift med arkitekten Elsi Borg.
Lindfors utbildade sig bland annat vid Finska Konstföreningens ritskola 1910–1911. Han var främst landskapsmålare och ställde ut första gången 1906. Han var till en början en lyrisk färgkonstnär i expressionistisk anda, men på 1920-talet fick hans måleri drag av den mera klassiskt inriktade franska modernismen. Resultatet av en resa till Nordafrika 1930 var en serie akvareller.
Lindforss besökte från 1930-talet allt oftare Lappland och Petsamo, vars landskap är återkommande i hans konstnärskap. Han målade även figurbilder med Petsamomotiv, t.ex. väggmålningen Fiskare (1934) i Finska normallyceum i Helsingfors. En minnesutställning över Lindforss hölls i Helsinfors 1945.

### Uppslagsverk
- Lindforss, Anton i Uppslagsverket Finland (webbupplaga, 2012). CC-BY-SA 4.0